# Miss Internacional 2004
Miss International 2004 foi a 44ª edição do concurso de beleza Miss International. Ele foi realizado em Pequim, na China, no dia 16 de outubro, tendo a Miss Colômbia Jeymmy Vargas como vencedora final.
Esta edição do concurso, que teve 58 participantes, foi a primeira realizada fora dos EUA e Japão. 

## Resultados
| Resultado final         | Concorrente |
| ----------------------- | --- |
| Miss Internacional 2004 | - Colômbia – Jeymmy Vargas |
| 2º lugar                | - EUA – Amy Lynne Holbrook |
| 3º lugar                | - Grécia – Olga Kypriotou |
| Semi-finalistas         | - Alemanha – Natascha Borger - China – Sun Yue - Coreia – Kim In-ha - Espanha – Cristina Torres Domínguez - Filipinas – Margaret Ann Bayot - França – Lucie Degletagne - Índia – Mihika Verma - Japão – Tamiko Kawahara - Latvia – Jelena Keirane - Mongólia – Sodtuya Chadraabal - Reino Unido – Laura Shields - Rússia – Nataliya Kolodeznikova |